# Galerie de l'ancienne poste de Toucy
La Galerie de l'ancienne poste de Toucy est une galerie d'art associative consacrée à la céramique et située à Toucy dans le département de l'Yonne (France).

## La galerie
Née en 1997 de la rencontre entre artistes céramistes, collectionneurs et amateurs de céramique contemporaine, la Galerie de l'ancienne poste, implantée en Puisaye (région de tradition potière) promeut l'image artistique et contemporaine de la céramique en conviant tout au long de l'année des artistes de renom français et européens à venir exposer leurs dernières créations à Toucy. Dans le cadre d’un hôtel particulier du XVIIe siècle, la galerie organise six à sept expositions par an autour d'invités prestigieux et de jeunes talents. En outre, elle mène une action pédagogique de médiation auprès de publics jeunes et adultes pour faire connaître l'art céramique  en France.

## Artistes Permanents
La Galerie propose un fonds permanent constitué d'une sélection d’œuvres de grands noms de la céramique contemporaine qui ont marqué l'histoire du lieu depuis sa création. Parmi ces artistes figurent Daniel de Montmollin, Camille Virot, Ursula Morley-Price, Agathe Larpent, Erna Aaltonen, Sara Flynn, Thomas Bohle,

## Expositions temporaires
- Une exposition temporaire est consacrée à " Camille Virot: le monde dans un bol " du 7 novembre 2020 au 7 janvier 2021.
- "Carte Blanche à la Galerie de l'Ancienne Poste" à la Piscine, Musée d'art et industrie André Diligent à Roubaix (mars, septembre 2020)
- Maison des Arts de Châtillon (hauts de Seine) en novembre 2019
- 2018 : L’Air est une Racine, Claire Lindner[1]
- 2014 : Measuring Clouds, Claire Lindnery[1]

## Sources
1. 1 2  « Claire Lindner, de la Terre aux nuages », sur Connaissance des Arts, 25 avril 2014 (consulté le 3 juin 2024)

- "LA Galerie de l'Ancienne Poste une adresse atypique" Le journal des Arts, 4 janvier 2020
- "A Toucy la Galerie de l'Ancienne Poste à 20 ans" l'Objet d'Art No 537, septembre 2017, p. 98
- Marie Maertens "Elena Gileva, la céramique narrative" Connaissance des Arts No 762, septembre 2017, p. 110/111.
- Camille Lechable "Anne verdier" L'OEIL des expositions No 692. Eté 2016. Page 110.
- "Verdier, "Puissance du minéral" in les expos de l'été. Connaissance des Arts. No 750. page 106.
- Jérôme Coignard. "Les fruits de la Terre d'Erna Aaltonen" Connaissance des Arts. no 739, juillet août 2015. Page 92.
- C Cyvogt, « La Militante Isabelle Brunelin », L'Œil, no 667,‎ avril 2014, p. 34 (L 11082).
- Stéphanie Le Follic-Hadida, « Alistair Danhieux, Galerie de l'Ancienne Poste », Revue de la Céramique et du Verre, no 194,‎ janvier-février 2014, p. 0294-202 X.
- « L'envol de Flavie Van der Stigghel à la Galerie de l'Ancienne Poste », sur Connaissance des Arts, 29 mai 2014
- « Le lieu d'exposition a accueilli plus de 10 000 visisteurs en 2013 », sur L'Yonne Républicaine, 29 avril 2014.
- « Deblander/Damas, Maître et élève », sur Connaissance des Arts, 29 décembre 2009
- "Galerie de l'Ancienne Poste : Karine Benvenuti" in du côté des galeries. Beaux Arts Magazine No 339, septembre 2012. Page 160.
- "Galerie de l'Ancienne Poste : Ursula Morley-Price, Eduardo Constantino. Mai /Juin 2011. Page 18
- "Galerie de l'Ancienne Poste" : Ateliers d'Art septembre octobre 2006. Pages 14–15